# Pasteurel·la
Les pasteurel·les (Pasteurella) és un gènere de bacteris Gram negatius, molt petits i amb forma de cocobacilos encara que tendeixen a ser una mica pleomórficos. Aquests microorganismes són immòbils, aeròbis o anaerobis facultatius, catalasa (+), oxidasa (+), capsulats, no esporulan, i són indole (+), algunes espècies són hemolítiques (Pasteurella haemolyticum).
L'hàbitat d'aquests microorganismes pot ser el medi ambient en general, però més freqüentment formen part de la microbiota de la regió nasofaríngea en diferents espècies domèstiques.
Els medis de cultiu per a aquest gènere són generals. Pot ser McConkey (on dona hemolítica), nutritiu, però en BHI, agar-sang i agar-xocolata creixen millor.
En el BHI dona una característica especial, i és que aquesta colònia dona colònies grises, mucoides i una olor sui generis.